# Lucien Weiler
Lucien Weiler (Ettelbruck, 3 d'agost de 1951) és un polític i jurista luxemburguès.
Membre del Partit Popular Social Cristià (CSV), fou President de la Cambra de Diputats de Luxemburg des del 3 d'agost de 2004 fins al 7 de juny de 2009. Fou elegit diputat per primera vegada a les eleccions legislatives de 1984 per la circumscripció del Nord. Entre 1986 i 1993 fou membre del consell comunal de Diekirch, període en el que també serví com a échevin (1988-1993).